# Begum Hazrat Mahal
Begum Hazrat Mahal, född 1820, död 7 april 1879, var en indisk upprorsledare, känd för sin roll i Sepoysupproret mot Storbritannien 1857-1858, och en av centralfigurerna i motståndet mot britterna.
Hon var gift med Wajid Ali Shah, den sista kungen av Oudh (Awadh). Då britterna förvisade kungen till Calcutta tog Mahal kontrollen över Lucknow och satte 1857 sin tolvårige son Birjis Qadir som monark, med henne som regent.  

## Biografi
Mahal föddes som Muhammadi Khanum i Faizabad i Awadh och såldes av sina föräldrar som Tawaif till det kungliga haremet i Oudh. Kung Wajid Ali Shah gjorde henne först till officiell konkubin och slutligen till hustru: 1845 föddes deras son Birjis Qadir.  
År 1856 annekterades kungadömet Oudh av britterna och kungen förvisades till Calcutta, medan Mahal stannade kvar i Awadh och tog kontrollen över affärerna. Då upproret mot britterna bröt ut 1857 samlade hon ihop sina anhängare och tog kontrollen över Lucknow. Hon förklarade sedan sin omyndige son Birjis Qadir för kung av Oudh, med sig själv som hans förmyndarregent.  
Ett av de främsta argumenten hon lade fram i sin kritik mot britterna var att de hade låtit riva både hindutempel och moskéer för att bygga vägar. Hon misstrodde britternas påstådda religionsfrihet och såg den kristna missionen som fientlig mot indisk religion.
Mahal slöt en allians med Nana Sahib, men samarbetade också med Maulavin av Faizabad i attacken på Shajahanpur. Då britterna återerövrade Lucknow tvingades hon retirera allt längre från Oudh, och sökte slutligen asyl i Nepal. Hon avböjde all försoning och ekonomiskt understöd britterna erbjöd och avled 1879 som landsflykting i Nepal.